# Aleksander Iljič Dutov
Aleksander Iljič Dutov (rusko Алекса́ндр Ильи́ч Ду́тов) je bil ruski kozaški ataman in generalmajor, ki je vodil upor orenburških kozakov proti boljševikom, * 5. (17.) avgusta 1879, † 7. februar 1921. 

## Življenje
Rojen je bil v Kazalinsku v Sirdarski guberniji, zdaj Kazali,  Kazahstan. Diplomiral je na Nikolajevskem konjeniškem kolegiju in leta 1908 na  Generalštabni akademiji. Med prvo svetovno vojno je bil pomočnik poveljnika kozaškega polka. Po februarski revoluciji je bil Dutov imenovan za vodjo Vseruske zveze kozaške vojske, nato za predsednika protirevolucionarnega Vseruskega kozaškega kongresa (junij 1917) in nato za načelnika vojaške uprave in atamana Orenburške kozaške vojske (september 1917). 
Novembra 1917 je v Orenburgu sprožil upor proti oblasti Rdeče armade in junija 1918 s pomočjo Češke legije organiziral boj za popolno odpravo sovjetske oblasti na Uralu. V vojski Aleksandra Kolčaka je bil zadolžen za Orenburško neodvisno vojsko. 
Leta 1919 je poskušal prepričati generala Grigorija Semjonova, da se mu pridruži v boju proti Rdeči armadi. Semjonov je poziv zavrnil kljub znatnim diplomatskim naporom guvernerja Vasilija Balabanova, češ da je guverner šele odkar je začasna bela  vlada v Sankt Peterburgu propadla. 
9. maja 1918 je bilo po Dutovovi zasedbi vasi Aleksandrov gaj živih pokopanih skoraj 2000 mož Rdeče armade. Več kot 700 ljudi iz vasi je bilo usmrčenih. Po zavzetju Trojicka, Orenburga in drugih mest je bil vzpostavljen režim terorja nad 6000 ljudmi, od katerih je bilo 500 ubitih samo med zasliševanjem. V Čeljabinsku so Dutovovi možje usmrtili ali deportirali v sibirske zapore več kot 9000 ljudi. V Trojicku so Dutovovci v prvih tednih po zavzetju mesta ustrelili okoli 700 ljudi. V Ileki so jih ubili več kot 400. Množične usmrtitve so bile značilne za Dutovove kozake. Dutovov ukaz s 4. avgusta 1918 je uvedel smrtno kazen za izogibanje vojaški dolžnosti in celo za pasivni odpor oblastem na njegovem ozemlju. V enem od okrožij Uralske regije so januarja 1918 Dutovovci pobili več kot 1000 ljudi. 3. aprila 1919 je kozaški vojskovodja ukazal svojim četam, naj streljajo in jemljejo talce že ob najmanjšem nasprotovanju. V vasi Sugar so Dutovovci požgali bolnišnico z več sto bolnikov Rdeče armade.
Po porazu njegove armade v bojih z Rdečo armado je Dutov pozimi 1919–1920 povedel svojo Orenburško armado na lačni pohod v Sedmorečje in od tam marca–maja 1920 na Kitajsko. Dutov je pomagal pobegniti na Kitajsko tudi številnim ruskim belim voditeljem, vključno z  guvernerjem Sedmorečja Vasilijem Balabanovom. 
Dutova je februarja 1921 v mestu Šuiding na Kitajskem ubil boljševiški agent Мahmud Hadžamirov.